# Capheira mollis
Capheira mollis är en sjögurkeart som beskrevs av Ohshima 1915. Capheira mollis ingår i släktet Capheira och familjen slangsjögurkor. Inga underarter finns listade i Catalogue of Life.